# Teselinde-Cabecera de Vallehermoso
Teselinde-Cabecera de Vallehermoso este o arie protejată (arie specială de conservare — SAC, sit de importanță comunitară — SCI) din Spania întinsă pe o suprafață de 2.340,9 ha, integral pe uscat.

## Localizare
Centrul sitului Teselinde-Cabecera de Vallehermoso este situat la coordonatele 28°10′45″N 17°16′34″W / 28.1791°N 17.276°V.

## Înființare
Situl Teselinde-Cabecera de Vallehermoso a fost declarat sit de importanță comunitară în octombrie 1999 pentru a proteja 5 specii de plante. Situl a fost protejat și ca arie specială de conservare în ianuarie 2010.

## Biodiversitate
Situată în ecoregiunea , aria protejată conține 8 habitate naturale: Plantații de palmieri Phoenix, Pante stâncoase silicioase cu vegetație casmofită, Păduri de Olea și Ceratonia, Păduri macaroneziene de dafin (Laurus, Ocotea), Pajiști macaroneziene cu vegetație endemică, Tufărișuri termo-mediteraneene și de pre-deșert, Faleze cu floră endemică de pe coastele macaroneziene, Păduri endemice cu Juniperus spp..
La baza desemnării sitului se află mai multe specii protejate de  plante (5): Cheirolophus ghomerytus, euphorbia bourgaeana (Euphorbia bourgeana), Morella rivas-martinezii, Vandenboschia speciosa, Woodwardia radicans.